# Coppa Bernocchi 1983
La Coppa Bernocchi 1983, sessantacinquesima edizione della corsa, si svolse il 28 agosto 1983 su un percorso di 216,6 km. Era valida come evento del circuito UCI categoria CB1.1. La vittoria fu appannaggio dell'italiano Palmiro Masciarelli, che terminò la gara in 5h20'41", alla media di 40,414 km/h, precedendo il connazionale Maurizio Piovani e il belga Rudy Pevenage. La partenza della gara fu a Legnano mentre l'arrivo a Lonate Ceppino.

## Ordine d'arrivo (Top 10)
| Pos. | Corridore           | Squadra           | Tempo    |
| ---- | ------------------- | ----------------- | -------- |
| 1    | Palmiro Masciarelli | Gis Gelati        | 5h20'41" |
| 2    | Maurizio Piovani    | Del Tongo         | s.t.     |
| 3    | Rudy Pevenage       | Del Tongo         | a 1'20"  |
| 4    | Ennio Salvador      | Gis Gelati        | a 1'23"  |
| 5    | Daniel Gisiger      | Malvor-Bottecchia | s.t.     |
| 6    | Marcel Russenberger | Cilo-Aufina       | s.t.     |
| 7    | Freddy Maertens     | Masta-TeVe Blad   | s.t.     |
| 8    | Cesare Cipollini    | Dromedario-Alan   | s.t.     |
| 9    | Giuliano Pavanello  | Mareno-Wilier     | s.t.     |
| 10   | Valerio Lualdi      | Inoxpran          | s.t.     |